# Серьёзная угроза

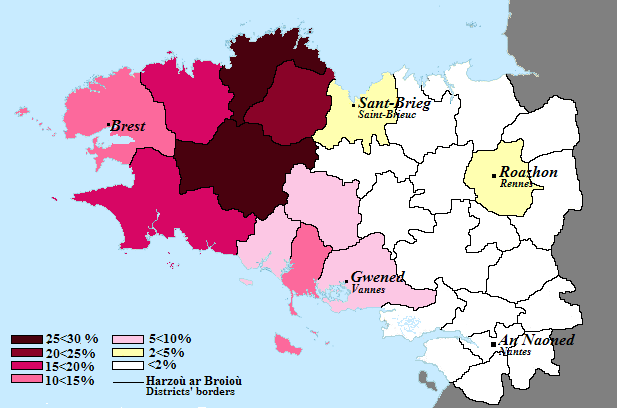
Число носителей бретонского
языка — языка под серьёзной угрозой в процентном отношении по регионам Бретани во Франции (2004)

Серьёзная угроза — статус языка ЮНЕСКО.
Языки с серьёзной угрозой — языки, которые в настоящее время используются, но могут исчезнуть в ближайшее время, так как используются старшими поколениями; понятны поколению родителей, но не используются при общении с детьми и между собой.

## Примеры языков с серьёзной угрозой
В данном разделе перечислены некоторые языки, которые находятся под серьёзной угрозой:
- Бретонский,
- Ижорский,
- Кашубский,
- Кетский,
- Крымскотатарский,
- Нанайский,
- Нафуси,
- Мансийский,
- Сефардский,
- Хантыйский.

## Атлас языков мира, находящихся под угрозой исчезновения
Исчезновение языка — это не только потеря для его носителей, но также потеря для всего человечества, ибо язык является основной частью культурного наследия носителей этого языка. «Атлас языков мира, находящихся под угрозой исчезновения» (англ. Atlas of the World’s Languages in Danger), ранее «Красная книга исчезающих языков» (англ. Red Book of Endangered Languages) — издание ЮНЕСКО, которое предназначено для привлечения внимания властей, сообществ и широкой публики к проблеме языков, необходимости сохранения языкового многообразия в мире. Кроме того, целью ЮНЕСКО является осуществление контроля над состоянием вымирающих языков. Последний выпуск Атласа был издан в 2010 году при поддержке правительства Норвегии на английском, французском и испанском языках и содержит около 2500 языков (230 из которых уже исчезли с 1950 года). В Атласе, в отделе каждого языка указаны все его данные: название, уровень жизнеспособности, страны, где на нём говорят и населения-носители.